# HD 73389
HD 73389，又名CP-57 1591，SAO 236106、HR 3414，是一颗恒星，视星等为4.86，位于銀經273.97，銀緯-10.38，其B1900.0坐标为赤經8h 32m 57.9s，赤緯-57° -10.38′ 47″。